# ゾンビキャッスル
『ゾンビキャッスル』（ZOMBIE CASTLE）は、ナムコ（現・バンダイナムコアミューズメント）が制作し、1993年に稼動開始したエレメカタイプのアーケードゲーム。2人まで遊べるガンシューティングゲーム。
キャッチコピーは『戦慄のホラーシューティングゲーム』。
海外でのタイトルは“Monster Castle”となっていて、筐体の色が異なる。

## 概要
城の上に現れる、標的となるゾンビを、1秒に4発撃てるという大砲エクトキャノンで砲撃して、ゾンビのボスコルドーラからサイカ姫を守る。
砲弾という設定のピンポン球を発射する都合上、筐体前面には網が張られている。
筐体奥にはゾンビのボスの顔があるが、これは撃っても無意味である。
標的は3種類存在して、得られる得点が異なる。(下段に居る小型ゾンビ→1点・中段に居る大型ゾンビ→2点・上段に居る死神→3点)。但し、点数の高い標的は頭数が少ない。
ゲームが始まるとサイカ姫が現れ｢悪いゾンビから私を護って下さい｣と助けを求める。直後、コルドーラが｢そう簡単には逃がしはせぬぞ｣と追ってくる。
一定時間の防衛に成功すると、15秒間のパニックモードに突入する。この時サイカ姫から｢もう少しよ。油断しないでね｣と警告が来てBGMが変わる。
防衛に成功すると、コルドーラが｢よくも邪魔をしてくれたな。覚えているが良い｣と吐き捨た直後、断末魔の叫びを上げ魔手が引っ込む。その後､サイカ姫から｢助けて呉れて、どうも有難う｣と感謝の言葉を聞ける。
失敗すると、魔手によりサイカ姫は城の中へ連れ去られる。
また、これとは別に、助けを求めて出てきたサイカ姫を魔手が連れ戻すというデモンストレーションがある。
なお、筐体側面にはコウモリのイラストが描かれているが、ゲームそのものには特に関係無い。
修理サポートは、部品調達難に伴い終了した。

## こぼれ話
- 開発室のコメントによると、試作期間の間、サイカ姫の叫び声が住宅街に響いていた事を気にしていた。
- エレメカ大百科付属のブックレットによると、城そのものがゾンビのボスの体である。
- この作品のヒロインであるサイカ姫は、ハイキングに来ていたとのこと。
- ターゲットとなるゾンビ達にはキャラット(1点のピンクのゾンビ)•バランガ(2点のオレンジのゾンビ)•ヒュルリラ(3点の死神)と、それぞれ固有の名前がある。